# Van Buren megye (Iowa)
Van Buren megye az Amerikai Egyesült Államokban, azon belül Iowa államban található. Lakosainak száma 7203 fő (2020. április 1.). Van Buren megye Jefferson, Scotland, Clark, Lee, Henry, Wapello és Davis megyékkel határos.

## Népesség
A megye népessége az elmúlt években az alábbi módon változott:
| Lakosok száma | 7560 | 7500 | 7459 | 7436 | 7344 | 7203 |
|               | 2010 | 2011 | 2012 | 2013 | 2015 | 2020 |